# Isla Quadra
La isla Quadra o Cuadra (en inglés: Quadra Island) es una isla de la costa oriental de la isla de Vancouver, en la provincia de Columbia Británica, al oeste de Canadá, parte de las Islas Discovery. Está separada de la isla de Vancouver por el pasaje Discovery, y de la isla Cortés por el canal de Sutil. 
Hay dos centros de negocios pequeños en la isla, uno cerca de la terminal de ferry de Isla de Vancouver en Quathiaski Cove, y otro cerca de la terminal del ferry de Isla de Cortés en Heriot Bay. La isla tiene muchas playas, senderos, lagos y parques. El Lago Principal y el Parque Provincial se encuentran en la parte septentrional de la isla, y el Parque marino Provincial Rebecca Spit se sitúa en la costa oriental, cerca de Heriot Bay.

## Toponimia
Quadra recibió su nombre en 1903 por la Junta Geográfica de Canadá (Geographic Board of Canada), en honor a Juan Francisco de la Bodega y Quadra, un explorador español nacido en Lima (Perú).

## Historia
La isla fue reclamada por el navegante hispanoperuano Juan Francisco de la Bodega y Quadra para el Imperio español en el siglo XVIII. No se negoció un acuerdo con éxito y la propiedad de la isla permaneció en disputa entre Gran Bretaña y España a principios de la década de 1790. Los dos países casi iniciaron una guerra por el tema; la confrontación se conoció como la Crisis de Nutca. Esto se evitó cuando ambos países acordaron reconocer los derechos del otro sobre el área en la primera Convención de Nutca en 1790, un primer paso hacia la paz. Finalmente, los dos países firmaron la segunda Convención de Nutca en 1793 y la tercera Convención en 1794. Según el tratado final, los españoles desmantelaron su fuerte en la isla de Vancouver y abandonaron la zona después de que ambos países acordaran que no se establecerían asentamientos permanentes en el territorio ni por parte de España ni por parte de Gran Bretaña, mientras que los derechos de comercio y envío serían compartidos por las dos potencias.
En 1846, los británicos y los EE. UU. firmaron el Tratado de Oregón para resolver la cuestión de las fronteras del Territorio de Oregón de los EE. UU. El Tratado convirtió el paralelo 49 de latitud norte en la frontera oficial entre los dos países. Para garantizar que Gran Bretaña conservara toda la isla de Vancouver y las islas del Golfo, se acordó que la frontera giraría hacia el sur alrededor de esa zona.

## Demografía
Según el censo federal de 2006 (excluidas las reservas de las poblaciones indígenas, contabilizadas por separado), la población de la isla y de los ensenadas continentales circundantes era de 2.472 personas, cifra inferior a la del censo federal de 2001, en donde se registraron 2.548 habitantes. Un informe más reciente, de 2017, sugiere una población de 4.000 individuos, la mayoría de ellos radicados en el extremo meridional de la isla.

## Economía
Las principales fuentes de riqueza de la isla son las artes, la pesca, la tala de árboles y el turismo.
En la isla vive una próspera comunidad artística, así como un número creciente de profesionales que vacacionan desde Campbell River, en la isla de Vancouver.